# Jimmy Logan
Pour les articles homonymes, voir Logan.
Jimmy Logan, de son vrai nom James Allan Short, est un acteur britannique né le 4 avril 1928 à Dennistoun (Royaume-Uni), décédé le 13 avril 2001 à Clydebank (Royaume-Uni).

## Biographie
Logan est né dans le quartier de Dennistoun, à Glasgow, dans une famille d'artistes ; ses parents, Short et Dalziel travaillaient dans le music hall. Sa tante, dont il a pris le nom de scène, est l'actrice de Broadway Ella Logan (en). Sa sœur est l'actrice et chanteuse Annie Ross et son frère le chanteur Buddy Logan.

## Filmographie
- 1946 : Throw a Saddle on a Star : Rodeo performer
- 1948 : Bien faire... et la séduire (The Fuller Brush Man) : Butler
- 1949 : Floodtide : Tim Brogan
- 1952 : All Your Own (série TV) : Presenter
- 1963 : The Wild Affair : Craig
- 1969 : The Jimmy Logan Show (série TV)
- 1969 : The Three Fat Women of Antibes (TV) : Bridge player
- 1972 : Carry on Abroad : Bert Conway
- 1973 : Carry on Girls : Cecil Gaybody
- 1980 : Take the High Road (série TV) : Captain Robert Groves
- 1982 : The Nuclear Family (TV) : Joe Brown
- 1983 : The Mad Death (feuilleton TV) : Bill Stanton
- 1988 : Winners and Losers (feuilleton TV)
- 1991 : Ofrivillige golfaren, Den : Roderic McDougall
- 1993 : Tis' the Season to be Jolly (TV) : Dentist
- 1998 : Lucia : Presbyterian minister
- 1999 : Captain Jack (en) : Foula Constable
- 1999 : The Debt Collector : Valerie's father
- 1999 : My Life So Far : Tom Skelly

## Récompenses et nominations

### Récompenses
Logan a reçu un doctorat honoraire de l'Université calédonienne de Glasgow (1994), il a été décoré de l'Ordre de l'Empire britannique (OBE) pour ses « services au théâtre écossais » en 1996, et il a été élu Fellow de la Royal Scottish Academy of Music and Drama en 1998.